# Иссыкский золотой человек

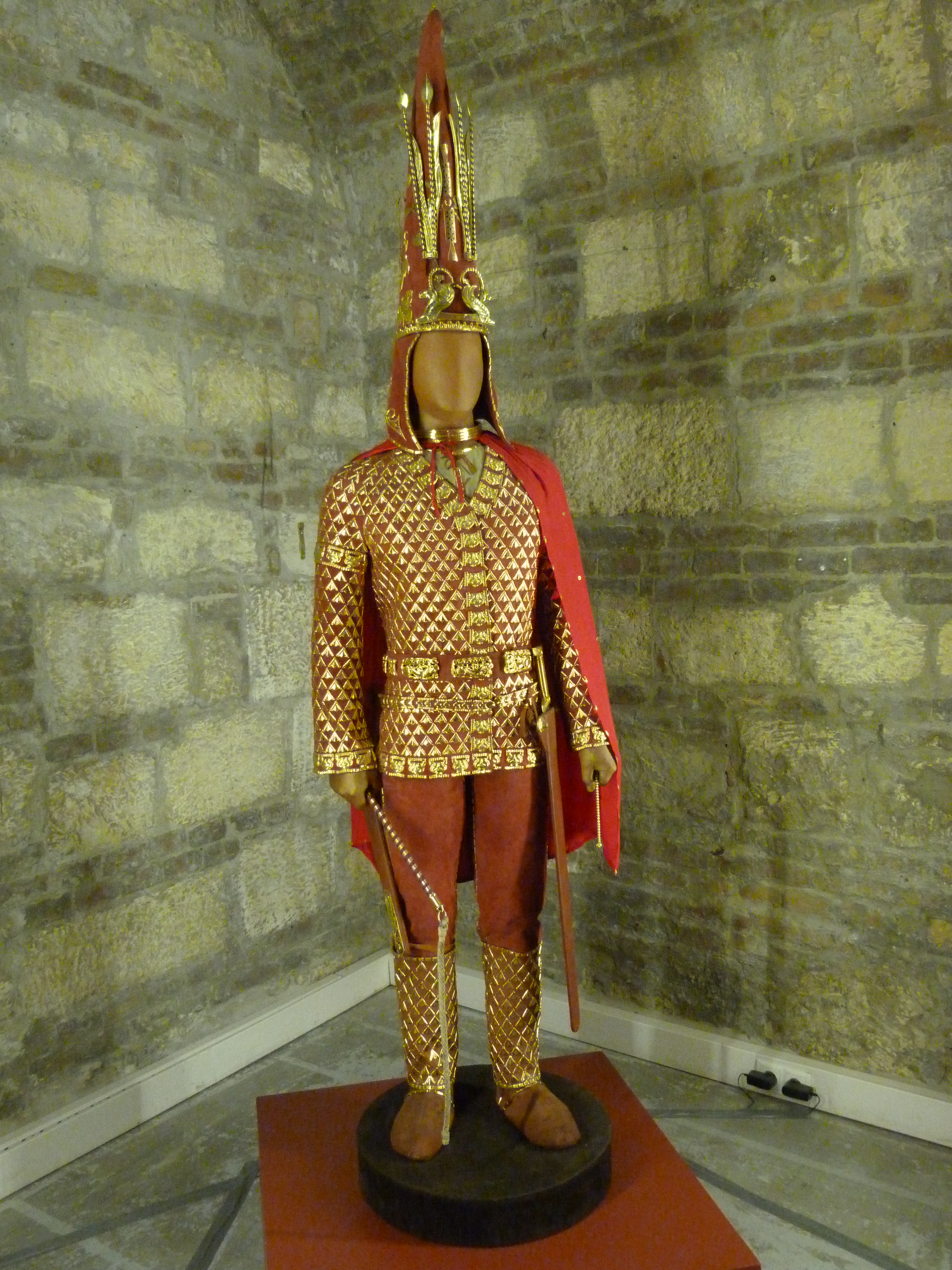
Парадный доспех сакского царя из золотой чешуи на кожаной основе, являющийся стилизованным доспехом катафрактария

«Золото́й челове́к» (каз. Алтын Адам) — условное название археологической находки, сделанной в 1969—1970 годах в 53,5 километрах от Алматы в результате раскопок кургана Иссык на берегу реки Иссык, достигавшего высоты 6 метров, а в диаметре — 60 метров. Представляет собой останки сакского воина в золотой одежде.

## Описание кургана и находок
В 1969 году группой советских учёных под руководством археолога Кемаля Акишева был обнаружен уникальный археологический комплекс иссыкского могильника. Курган Иссык входит в комплекс могильника, расположенного на левом берегу горной реки Иссык, рядом с городом Иссык, в 50 километрах восточнее г. Алматы. Могильник состоит из 45 больших царских курганов диаметром от 30 до 90 и высотой от 4 до 15 метров. Курган Иссык располагался в западной половине могильника. Его диаметр 60 метров, высота — 6 метров. После сноса насыпи, на глубине 1,2 метра от уровня древнего горизонта, были обнаружены два захоронения: центральное и боковое (южное).
Центральное было неоднократно ограблено. Боковая могила оказалась не потревоженной, захоронение и погребенный инвентарь сохранились полностью. Погребальная камера была сооружена из обработанных бревен ели. В северной половине были обнаружены останки погребенного. В погребальной камере было найдено свыше 4 тысяч золотых предметов, железные меч и кинжал, бронзовое зеркало, глиняные, металлические и деревянные сосуды.
В боковой погребальной камере, срубленной из стволов тянь-шанской ели, обнаружили более четырёх тысяч украшений, выполненных из листового золота, некогда нашитых на одежду, обувь и головной убор, а также золотые перстни, статуэтки, бронзовое и золотое оружие, различные сосуды. В захоронении была найдена серебряная чаша с 26 письменными знаками (см. иссыкское письмо). Находка датируется VI—V веком до н. э. Надпись на чаше до сих пор не расшифрована.
В южной и западной частях боковой камеры была размещена посуда из дерева, глины, бронзы и серебра, а в северной части, на дощатом полу, были обнаружены останки погребённого, лежащего головой на запад.
На скелете и под ним было обнаружено множество золотых украшений одежды, головного убора и обуви. Рядом разложены оружие и разная утварь, которые могли пригодиться в загробной жизни. У локтя левой руки помещена стрела с золотым наконечником, здесь же, но выше локтя — нагайка, рукоятка которой спирально обернута широкой золотой лентой, ещё выше — сумка, в которой находились бронзовое зеркало и красная краска.
По антропологическому определению О. И. Исмагулова, захороненный в кургане Иссык имеет характерный для семиреченских саков европеоидный облик с примесью монголоидных черт, возраст его — 16-18 лет. В связи с последующей потерей[когда?] костных останков отсутствует возможность провести реконструкцию внешности или сделать хромосомный анализ. Предметы, находящиеся в захоронении, могут принадлежать как мужчине, так и женщине.
Существует несколько вариантов реконструкции костюма и головного убора.
Предположительно, это — сак-тиграхауда, потому что у него на голове остроконечный головной убор высотой 70 см, украшенный золотыми пластинами и бляхами с изображением коней, барсов, горных козлов, птиц, деревьев. На шее находится золотая гривна с наконечниками в виде голов тигра. С левой стороны черепа была обнаружена золотая серьга, украшенная зернью и подвесками из бирюзы.
Форма одежды и способ захоронения позволяют предположить, что «Золотой человек» являлся потомком видного сакского предводителя или членом царской семьи. Отдельные казахстанские историки выдвигают предположение, что захоронение принадлежит усуню.
Скорее всего, он был похоронен в церемониальном или парадном одеянии: в тонкой шёлковой рубашке, коротком камзоле, узких брюках из красной замши и высоких сапогах без каблуков. На голове вождя был высокий конический колпак — кулах. На шее была найдена трёхвитковая трубчатая гривна с наконечниками в форме тигриной головы. Поверх камзола был надет тяжёлый наборный пояс из фигурных литых блях. Справа от умершего на портупее в деревянных ножнах находился меч для конного боя; слева, в ножнах с накладками в виде лося и лошади — железный кинжал. Его навершие имеет вид двух грифоньих голов; оно обтянуто листовым золотом. Лезвие инкрустировано золотыми пластинами с изображениями различных животных. У левого плеча был уложен символический жезл с золотым наконечником и украшенная золотом плеть. Особенности вооружения позволяют датировать курган Иссык V—IV или IV—III веками до нашей эры.

## История золотого человека
В 1963 году мощным селем прорвало озеро Иссык. В результате происшествия смыло многие дома и производственные здания поселка, в том числе местную автобазу. В 1968 году Иссык получил статус города, вследствие чего встала необходимость развивать инфраструктуру районного центра. В ряду других задач было строительство новой автобазы на въезде в город. По Закону СССР «Об охране памятников истории, археологии и культуры», после выделения земель под строительство необходимо было провести согласование с уполномоченным органом на предмет наличия на этой территории памятников истории. Для этого на место выехал археолог Бекен Нурмуханбетов с лаборантом и фотографом (Олегом Медведевым). На территории будущей автобазы и находился упомянутый курган. Началось его изучение — в течение всего 1969 года сносилась насыпь, а весной 1970-го произвели вскрытие центрального погребения, которое оказалось ограбленным несколько раз. Когда работы уже сворачивались, Б. Нурмуханбетов, доверяя своему чутью, попросил бульдозеристов «пройтись» ещё раз в десятке метров к северу от центрального погребения. После нескольких заходов нож бульдозера наткнулся на деревянный сруб, не потревоженный грабителями. После расчистки всего сруба молодой археолог решил позвать коллег. После этого раскопки в свои руки взял учитель Кемаль Акишевич Акишев.
В настоящее время Бекен-ага открыл на месте иссыкских курганов музей под открытым небом, где является главным хранителем сакских курганов.

## Символ Казахстана
Сокровища кургана Иссык, в том числе точная копия, экспонировались в Казахском музее археологии, находившемся в Алматы, а теперь - в Государственном музее золота и драгоценных металлов Республики Казахстан в Астане.
«Золотой человек» на крылатом барсе стал одним из национальных символов Казахстана. Копии сакского воина установлены во многих городах Казахстана, одна из них венчает монумент Независимости на главной площади Алматы.
Всего в Казахстане в результате археологических раскопок было найдено пять захоронений с так называемым «золотым человеком»: второй «золотой человек» найден в Кургане Аралтобе[уточнить], третий - в Шиликтинском кургане Байгетобе[уточнить], четвёртый[уточнить] - под Астаной и пятый «золотой человек» найден в могильнике Талды[уточнить] Каркаралинского района.

## Галерея

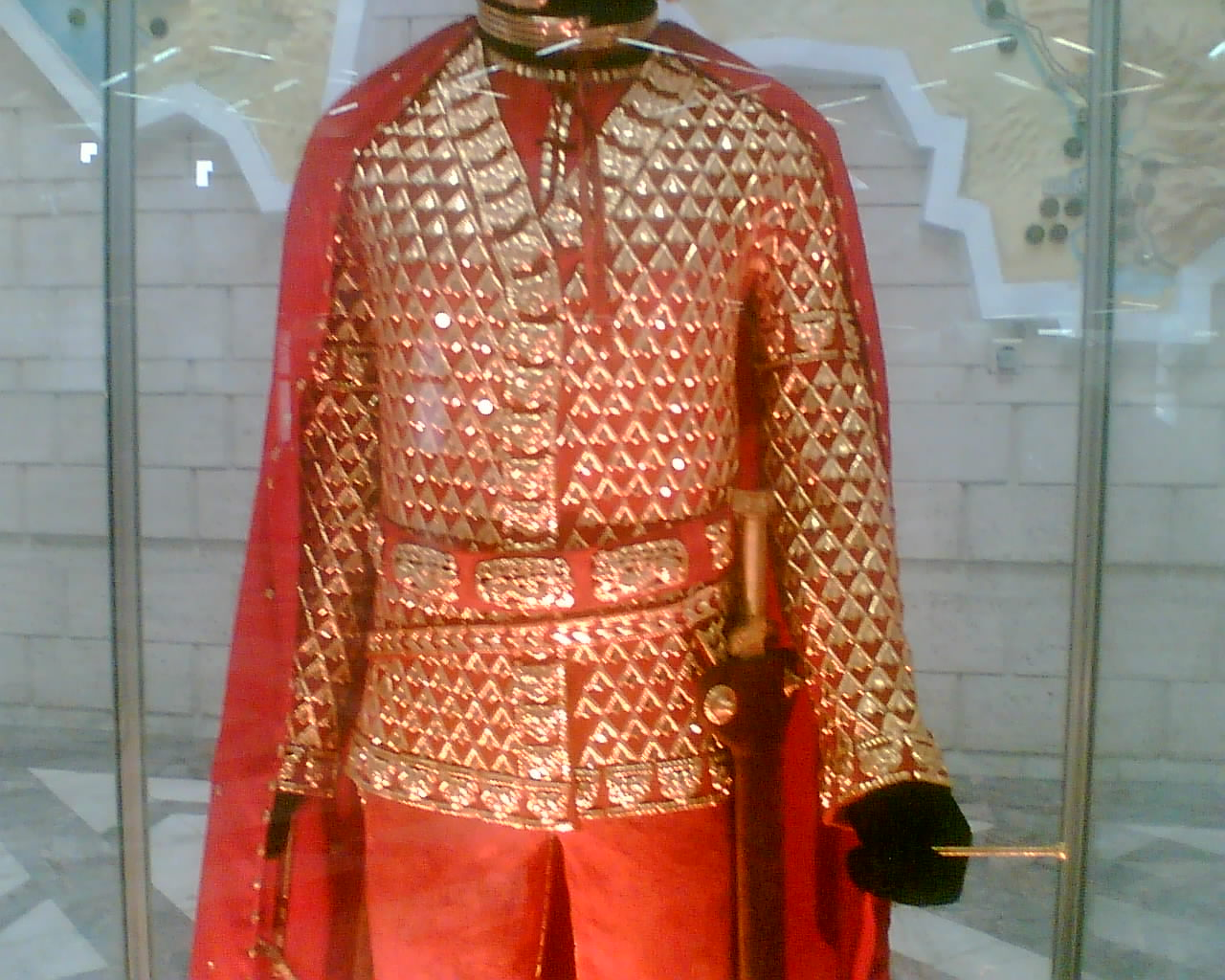
Иссыкский золотой катафрактарий
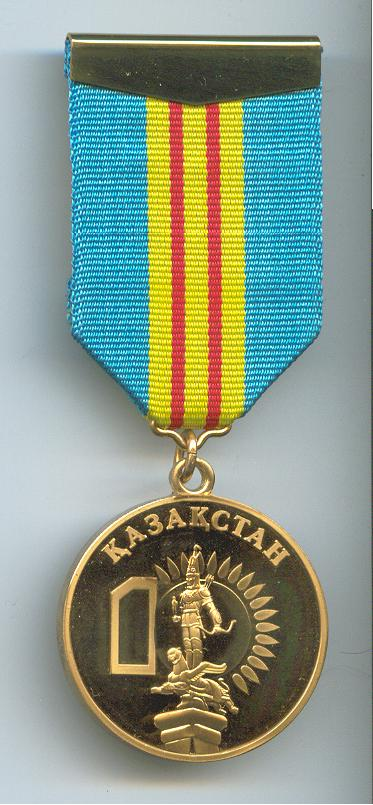
Медаль «10 лет независимости Республики Казахстан»
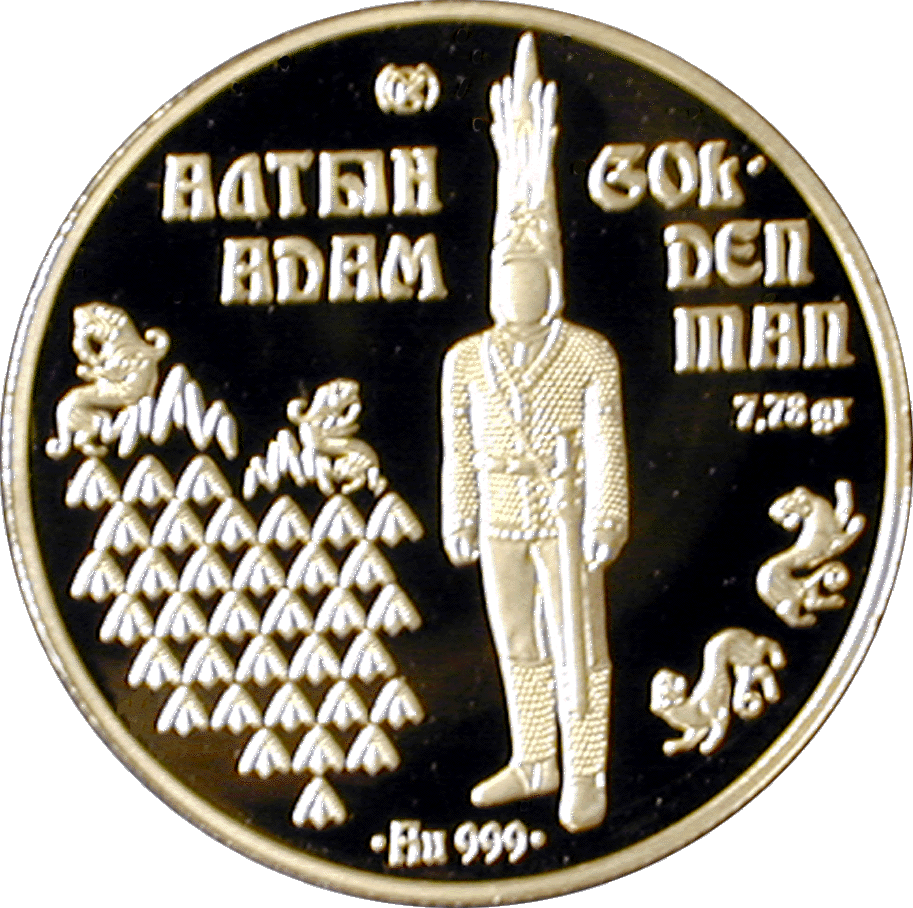
Изображение «Золотого человека» на памятной золотой монете номиналом 1000 тенге
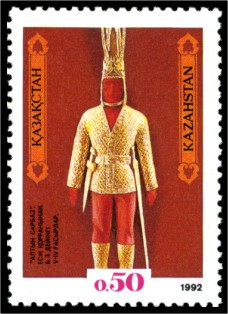
Марка Казахстана, посвящённая «Золотому человеку»